# Rose of the West
Rose of the West è un film muto del 1919 diretto da Harry Millarde. Prodotto e distribuito dalla Fox Film Corporation, aveva come interpreti Madlaine Traverse, Thomas Santschi, Frank Leigh, Beatrice La Plante.

## Trama
Pierre Labelle, un cacciatore di pellicce canadese, uomo violento e senza scrupoli, è sparito da oltre due anni e non si sa che fine abbia fatto. La moglie Rose, con la figlia Angela, vive in una capanna sepolta dalla neve insieme a Natoosh e Jules, la sua serva indiana e il figlio meticcio di lei. Rose è amata da Bruce Knight, un ufficiale che la supplica di sposarlo ma lei finora la ha sempre respinto, ritenendosi ancora sposata a Labelle. Quando però giunge la notizia che Pierre è stato ucciso da una valanga, acconsente al matrimonio. Il giorno seguente alla cerimonia di nozze, Pierre riappare. Il trapper scaccia Bruce e abusa della moglie. Quindi si mette a trafficare per combinare un affare che gli consentirà di mettere le mani su un ricco terreno vendendo all'attuale proprietario sua figlia Angela. Rose cerca in ogni modo di impedire quel bieco baratto, ma Pierre confina la figlia in una capanna lontana. Rose e Jules lo seguono e lei finisce per uccidere Beaudry. Quando la donna sta per essere arrestata da Bruce, Jules uccide Pierre, rimanendo anche lui ferito mortalmente. Prima di morire, si accusa anche dell'omicidio di Beaudry, scagionando Rose che ora è libera di sposare Bruce.

## Produzione
Il film fu prodotto dalla Fox Film Corporation con il titolo di lavorazione Until Eternity.

## Distribuzione
Il copyright del film, richiesto da William Fox, fu registrato il 20 luglio 1919 con il numero LP13986. Distribuito dalla Fox Film Corporation, il film uscì nello stesso giorno nelle sale statunitensi.
Non si conoscono copie ancora esistenti della pellicola che viene considerata presumibilmente perduta.